# Winslow (Illinois)
Pour les articles homonymes, voir Winslow.
Winslow est un village du comté de Stephenson, dans l'Illinois, aux États-Unis. Il est incorporé le 26 juin 1889. Lors du recensement de 2010, le village comptait une population de 338 habitants.

## Source de la traduction
- (en) Cet article est partiellement ou en totalité issu de l’article de Wikipédia en anglais intitulé « Winslow, Illinois » (voir la liste des auteurs).